# Manila Nomads FC
Manila Nomads Football Club es un equipo de fútbol profesional con sede en Parañaque que pertenece a la United Football League Division 1 de Filipinas.
El club fue fundado en 1914 por miembros del Manila Club, y es el club más antiguo existente en el país. En sus primeros años era considerado imbatible por otros equipos en el país.
Después de ganar la liga del 2011, los nómads, junto con dos otros clubes, fueron promovidos a la United Football League Division 1. En la temporada 2012, el club terminó en séptimo lugar.

## Palmarés
- United Football League Division 2

- Campeón (1): 2011

- Campeonato Filipino

- Campeón (1): 1914